# Tony Conigliaro
Anthony Richard Conigliaro (Revere, 7 de enero de 1945 – Salem, 24 de febrero de 1990) fue un beisbolista profesional estadounidense.

## Biografía
Jugó en las Grandes Ligas de Béisbol como jardinero y bateador para los clubes Boston Red Sox (1964–67, 1969–1970, 1975) y California Angels (1971). Nacido en Revere, Massachusetts, se graduó en 1962 en el St. Mary's High School de Lynn, Massachusetts y comenzó su carrera en las grandes ligas cuando era un adolescente, logrando un jonrón en su primer bateo durante su debut en el campo en 1964, pasando a establecer el récord de jonrones de un adolescente, con 24. Durante la temporada de los Red Sox en 1967, fue golpeado en la cara por un lanzamiento que le causó una grave lesión en el ojo y afectó fuertemente su carrera.
Falleció el 24 de febrero de 1990 a raíz de una neumonía. Tenía cuarenta y cinco años. Era hermano de Billy Conigliaro, con quien compartió equipo en los Red Sox entre 1969 y 1970.

## Clubes
- Boston Red Sox (1964–1967, 1969–1970)
- California Angels (1971)
- Boston Red Sox (1975)